# Pitna voda
Pitna voda je tista voda, ki jo ljudje lahko uživamo z minimalnim tveganjem. V večini razvitih držav je pitna voda speljana do gospodinjstev. Tudi komercialna in industrijska voda dosegata standarde pitne vode, čeprav se večinoma ne uporabljata za pripravo hrane ali za pitje. Največ vode porabimo za čiščenje, zalivanje in umivanje.
Veliko predelov sveta nima ustreznega dostopa do pitne vode, saj so vodni viri velikokrat okuženi z mikroorganizmi in strupenimi snovmi. Uživanje takšne vode ali iz nje pripravljene hrane pogosto povzroča akutne in kronične bolezni in predstavlja pomemben vzrok smrtnosti v nerazvitih državah. Zatiranje bolezni, ki se prenašajo z vodo, je pomemben cilj javnega zdravstva v državah v razvoju.
Voda je bila vedno najpomembnejši vir življenja za vse znane žive organizme. Skupaj z maščobo sestavlja približno 70 % človeškega telesa. Je ključna sestavina metaboličnega procesa in služi kot topilo ter transportno sredstvo hranilnih snovi po telesu. 

## Potrebe
Nekatere zdravstvene organizacije priporočajo, naj ljudje spijemo osem kozarcev vode na dan oziroma 1,8 litra. Med letoma 2002 in 2008 je bilo opravljenih več znanstvenih raziskav o potrebnem vnosu vode v človeško telo, ki pa niso ponudile nobenega trdnega sklepa o ustrezni količini, kar pomeni, da tudi to priporočilo ni podprto z znanstvenimi dokazi. V ZDA je priporočen dnevni vnos vode 3,7 litra na dan za moške, starejše od 18 let, in 2,7 litra za ženske, starejše od 18 let. V ta izračun je všteta tudi voda v hrani. Količina vode, ki naj bi jo človek dnevno vnesel v telo, je odvisna od zdravja in fizične aktivnosti posameznika ter temperature in zračne vlage okolja, v katerem se nahaja.
Pomen vode za vnos mineralnih snovi ni jasen. Anorganske snovi vstopajo v površinsko vodo in zemljo z deževnico ali skozi zemeljsko površino. Raziskave so pokazale, da so v vodi raztopljeni magnezij, kalij, cink, fosfor in natrijev fluorid. Pri členonožcih in puščavskih živalih večina vnesenih količin prihaja iz biokemijske presnove hranil, ki pa zadovoljujejo le manjši del potreb. Nekateri kemijski elementi, kot so natrij, kalij in klor, so prisotni v vseh oblikah pitne vode, saj so potrebni za presnovo hranil. Drugi elementi, denimo fluor, pa so koristni v majhnih količinah, v velikih pa povzročajo različne težave (v primeru fluora težave s kostmi).
Obilno potenje poveča potrebo po elektrolitih (soleh). Prehiter vnos velike količine vode je lahko tudi usoden (hiponatremija).

## Dostop
Čeprav 70 % zemeljske površine pokriva voda, je večina vode slana. Sladka voda je dostopna v skoraj vseh poseljenih delih sveta, vendar pa je ponekod draga in ni vedno na razpolago.
Viri pitne vode:
- podzemni viri, kot je podtalnica
- padavinske vode
- površinske vode
- razsoljevanje morske vode

Izvirska voda je podzemna voda, ki priteče na površje. Najpogosteje uporabljena izvirska voda je ustekleničena voda.
Voda iz vodovodnega sistema, ki v gospodinjstvih priteče iz pip, mora biti prečiščena in zadoščati vsem zdravstvenim in higienskim standardom.
Najbolj učinkovit sistem transporta vode je po ceveh. Za vzpostavitev vodovoda je potreben velik denarni vložek, nekatere oblike vodovodnih sistemov pa so povezane tudi z visokimi stroški vzdrževanja. Obnova in vzdrževanje vodovodnih sistemov na svetu staneta do 200 milijard dolarjev letno. Na globalni ravni se povprečno 50 % vode izgubi med transportom zaradi slabo vzdrževanih vodovodnih sistemov.
Zaradi visokih začetnih stroškov si številne manj premožne države ne morejo privoščiti ustrezne vodovodne infrastrukture, zato ljudje v teh državah porabijo za čisto vodo večji del svojih prihodkov. Statistika kaže, da prebivalstvo najrevnejših deželah potroši 10 % svojega prihodka za vodo, prebivalci razvitih dežel pa samo 3 %.

## Izboljšanje dostopnosti
Eden izmed razvojnih ciljev OZN in WHO v novem tisočletju vključuje okoljsko stabilnost. V letu 2004 je namreč samo 42 % svetovnega ruralnega prebivalstva imelo dostop do čiste vode.
Sončna dezinfekcija vode je ena najcenejših metod čiščenja vode in jo lahko vzpostavimo z večino lokalnih materialov. Ker pri tej metodi ne potrebujemo ognja za prekuhavanje, ima ta metoda zelo malo vplivov na okolje.
Water Aid je ena izmed organizacij, katere cilj je izboljšanje dostopnosti in kvalitete pitne vode v revnejših predelih sveta. Deluje že v 26 državah sveta. Water Aid si prizadeva zagotoviti trajen dostop do čiste vode v državah, kot so Indija, Nepal, Gana in Tanzanija. Ljudi tudi izobražuje o sanitarni higieni.

## Oporečnost vodnjakov
Nekatera prizadevanja za povečanje razpoložljivosti pitne vode so bila katastrofalna. Ko je bilo leta 1980 razglašeno "Mednarodno desetletje vode", je vladalo prepričanje, da so podzemne vode varnejše od površinskih vod rek, potokov in jezer. Medtem ko so ukrepi za večje izkoriščanje podzemnih vod zmanjševali okužbe s kolero, tifusom in drisko, pa so povzročili druge težave.
Šestdeset milijonov ljudi je utrpelo zdravstvene posledice zaradi uživanja vode iz vodnjakov, ki je vsebovala preveč fluorida, ki se sicer naravno sprošča iz granitnih kamnin. Simptomi so se kazali predvsem v deformacijah kosti med otroki. Enake posledice v tolikšnem ali še večjem obsegu lahko pričakujemo tudi na Kitajskem, v Uzbekistanu in Etiopiji. Čeprav je fluorid v manjših količinah koristen za zdravje zob, v prekomernih količinah zavira pravilen razvoj kosti.
V 6 milijonih vodnjakov v Bangladešu so zaznali prevelike količine arzena, ker ti niso dovolj globoki. Za rešitev tega problema je bilo vladi v Bangladešu odobrenih 34 milijonov USD sredstev, ki pa jih je uporabila zgolj v manjšem deležu (manj kot 7 milijonov USD). Zastrupitev z arzenikom je globalna grožnja, ki zadeva preko 140 milijonov ljudi v 70 državah. Ker pa so vzroki zastrupitev različni, terja vsak primer individualno obravnavo in ukrepe.

## Driska pri otrocih
Več kot 90 % smrti zaradi driske se pojavi pri otrocih, mlajših od 5 let. Pomanjkanje hranilnih snovi, še posebej proteinov, zmanjša otrokovo odpornost proti okužbam, tudi okužbam z vodo. V obdobju 2000-2003 je v državah podsaharske Afrike umrlo 769.000 otrok, mlajših od 5 let, v južni Aziji v enakem obdobju 683.000, v razvitih državah pa 700. Napredna vodna oskrba zmanjša možnost okužb z drisko za 25 %, izboljšave pri skladiščenju in kloriranju vode pa za 39 %.

## Kvaliteta vode
Parametri za zagotavljanje pitne vode:
- fizikalni
- kemijski
- mikrobiološki

Fizikalni in kemijski parametri vključujejo preverjanje vsebnosti težkih kovin, organskih spojin, kalnosti in vsebnosti netopnih trdnih delcev.
Mikrobiološki parametri vključujejo preverjanje vsebnost koliformnih bakterij, E. coli ter vsebnosti patogenih bakterij, kot so virusi, protozojski paraziti in bakterije, ki povzročajo kolero.
Globalno gledano, je pitna voda najpogosteje onesnažena s človeškimi fekalnimi odplakami. Po podatkih WHO iz leta 2006 je za boleznimi, ki se prenašajo z vodo, letno umrlo 3,4 milijona ljudi, približno 1,1 milijarde ljudi pa ni imelo dostopa do čiste pitne vode. V mnogih nerazvitih državah so namreč edini viri vode lokalni potoki, ki pa so velikokrat neposredno okuženi z odplakami. 